# Fengling, Sichuan
Fengling (kinesiska: 凤陵乡, 凤陵) är en socken i Kina. Den ligger i provinsen Sichuan, i den sydvästra delen av landet, omkring 94 kilometer söder om provinshuvudstaden Chengdu. Antalet invånare är 13 956. Befolkningen består av 6 919 kvinnor och 7 037 män. Barn under 15 år utgör 18,0 %, vuxna 15-64 år 62 %, och äldre över 65 år 19,0 %.
Genomsnittlig årsnederbörd är 1 348 millimeter. Den regnigaste månaden är juli, med i genomsnitt 306 mm nederbörd, och den torraste är december, med 13 mm nederbörd.